# Naganuma
Naganuma (jap. 長沼町 Naganuma-chō) – miasto w Japonii, w prefekturze Hokkaido, w podprefekturze Sorachi. Ma powierzchnię 168,52 km². W 2020 r. mieszkało w nim 10 289 osób, w 4 070 gospodarstwach domowych  (w 2010 r. 11 691 osób, w 4 308 gospodarstwach domowych) .

## Klimat
W Naganumie panuje klimat kontynentalny. Średnia temperatura w ciągu roku wynosi 6°C. Najcieplejszym miesiącem na tych terenach jest sierpień (średnia około 19°C), a najzimniejszym styczeń (średnia około -12°C). Przeciętne opady atmosferyczny w ciągu roku wynoszą około 1595 milimetrów. Najbardziej obfitym w opady miesiącem jest sierpień (211 milimetrów opadów), a najsuchszym jest marzec (77 milimetrów opadów).